# Devil's Music
Devil's Music är ett musikalbum av Teddybears som lanserades i mars 2010 på Sony. Albumet föregicks av två singlar, först "Get Mama a House" och sedan "Rocket Scientist". Albumet lanserades i USA 2011 och då hade man med en annan version av låten "Cardiac Arrest" där Robyn medverkade.

## Låtlista
1. "Rocket Scientist" (feat. Eve) - 3:07
2. "Get Mama a House" (feat. Desmond Foster) - 3:22
3. "Cardiac Arrest" (feat. Mapei) -3:00
4. "Glow in the Dark" - 3:33
5. "Get Fresh with You" (feat. Laza Morgan) - 3:14
6. "Cho Cha" (feat. Cee-Lo Green & The B-52's) - 3:21
7. "Crystal Meth Christian" (feat. The Flaming Lips) - 3:44
8. "Cisum Slived" - 4:19
9. "Devil's Music" (feat. ADL) - 3:26
10. "Tek It Down" (feat. Rigo) - 3:05
11. "Wolfman" - 4:17
12. "Bukowski" - 0:22

## Listplaceringar
- Billboard Top Heatseekers: #44[1]
- Sverigetopplistan: #10[2]